# Frances Lake
Der Frances Lake ist ein 99,41 km² großer See im kanadischen Yukon-Territorium. Der See befindet sich im Stammesgebiet der Kaska Dena.

## Lage
Der Frances Lake liegt 130 km nördlich von Watson Lake und 160 km ostsüdöstlich von Ross River. Der Frances Lake befindet sich auf einer Höhe von 734 m. Der See besitzt eine Y-förmige Gestalt. Der Frances River entwässert den See an dessen südlichem Seeende. Der östliche Seearm misst 33 km in Nord-Süd-Richtung und ist durch eine schmale Stelle, den Frances Lake Narrows, mit dem 39 km langen westlichen Seearm verbunden. Östlich des Sees erheben sich die Selwyn Mountains, westlich die zu den Pelly Mountains gehörende Campbell Range. Zwischen den beiden Seearmen erhebt sich der 1673 m hohe Simpson Tower. In die nördlichen Enden der Seearme münden die Flüsse Yusezyu River und Anderson Creek.
Der Robert Campbell Highway führt auf seiner Strecke von Watson Lake nach Ross River am westlichen Seeufer vorbei. Ein Abzweig führt zum staatlichen Campingplatz Frances Lake Campground. 

## Geschichte
Eine von Robert Campbell geführte Expedition der Hudson’s Bay Company (HBC) erreichte 1840 den See. Campbell benannte den See nach der Frau von George Simpson, Leiter der Hudson’s Bay Company. Zwischen 1842 und 1851 befand sich am Seeufer westlich der Frances Lake Narrows ein HBC-Handelsposten in der Nachbarschaft eines Lagers der Kaska First Nation.

## Ökologie
Im See kommen u. a. folgende Fischarten vor: Amerikanischer Seesaibling, Arktische Äsche, Heringsmaräne, Saiblinge, Quappe und Hecht vor.